# 하와이정
하와이정(羽合町)은 돗토리현 중앙 부근에 존재했던 정이며, 도하쿠군에 속했다.

## 개요
2004년 10월 1일에 도하쿠군 도고정과 합병해 유리하마정이 되었다. 도고연못의 하와이 온천이 유명했다. 인구는 8,011명이고, 면적은 12.23kmd이다. (2003년) 하와이주 하와이군 (아메리카 합중국)과 정명이 같고, 「하와이이」기 때문에 1996년에 자매 도시 제휴.하아이정에는 야자수 가로수가 있다.

## 지리

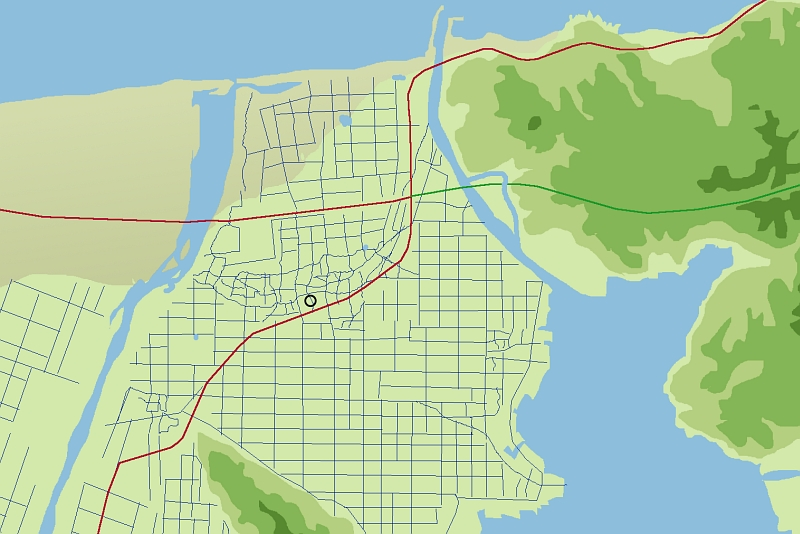
하아이 평야에는 조리제의 구획 배정이 뚜렷이 남는다.중앙부의 조리제가 무너지고 있는 곳이 덴진 강의 옛 하도로 하아이 정의 중심 시가지。（○印が町役場）

정역의 대부분은 하와이 평야라고 불리는 평야부에 있으며, 조리제에 기초한 정연한 구획 분할 농지가 펼쳐져 있다. 중심 시가가 있는 장소는 과거 텐진 강의 하도에 해당하며, 에도 시대에 하도 개수로 매립된 장소이기 때문에 그 지역만이 구획할이 정연하지 않다. 마을 동쪽에는 도고 연못이 있고 연못 건너편이 옛 도고정이 있었다. 북쪽은 동해 측이지만 해안을 따라 하아이 사구(호죠 사구의 일부)가 펼쳐져 있다.

## 역사
- 1953년 4월 1일 - 나가세촌, 아사쓰촌, 하시즈촌, 우노촌이 합병해 성립하였다.
- 2004년 10월 1일 - 도마리촌, 도고정과 합병해 유리하마정이 성립하였다. 동일 하와이정은 폐지되었다.

## 교통

### 도로
- 산인 자동차도(일본어판) (아오야하와이 도로(일본어판))
- 국도 제9호선
- 국도 제179호선